# 메칼프의 법칙

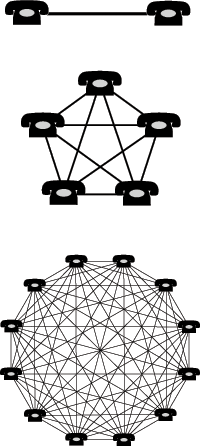
메칼프의 법칙을 나타낸 그림

메칼프의 법칙(Metcalfe's law)은 통신망 사용자에 대한 효용성을 나타내는 망의 가치는 대체로 사용자 수의 제곱에 비례한다는 법칙이다. 1993년 조지 길더에 의해 이 형태로 처음 공식화되었고, 로버트 메칼프의 이더넷에 대한 공로로 인해 메칼프의 법칙이 1980년 경에 제안되었으며 이는 사용자 측면이 아닌 호환 가능한 통신 장치(예: 팩스머신, 전화 등)의 측면이 강했다.

## 네트워크 효과
메칼프의 법칙은 인터넷, 소셜 네트워킹, 월드 와이드 웹과 같은 통신 기술 및 네트워크의 많은 네트워크 효과를 특징으로 한다. 리드 헌트(Reed Hundt) 전 미국 연방통신위원회 위원장은 이 법이 인터넷의 작동 방식을 가장 잘 이해할 수 있게 해준다고 말했다. 메칼프의 법칙은 n 노드로 구성된 네트워크에서 가능한 고유한 연결 수는 n2에 점근적으로 비례하는 삼각형 수 n(n-1)/2로 수학적으로 표현될 수 있다는 사실과 관련이 있다.
법칙은 종종 팩스 기계의 예를 사용하여 설명되었다. 단일 팩스 기계는 쓸모가 없지만 모든 팩스 기계의 가치는 네트워크에 있는 전체 팩스 기계 수에 따라 증가한다. 문서 송수신이 늘어난다. 마찬가지로, 소셜 네트워크에서는 서비스를 사용하는 사용자 수가 많을수록 서비스가 커뮤니티에 더 가치가 있게 된다.

## 같이 보기
- 부합 (그래프 이론)
- 마태 효과
- 파레토 법칙
- 리드의 법칙
- 데이비드 사르노프